# Rio Bătrâna Mare
O Rio Bătrâna Mare é um rio da Romênia afluente do Rio Sadu, localizado no distrito de Sibiu.